# 棉花嶼、花瓶嶼野生動物保護區
棉花嶼、花瓶嶼野生動物保護區位於臺灣基隆市外海的棉花嶼、花瓶嶼及兩島周圍海域，為依據《野生動物保育法》公告之野生動物保護區。此處保有火山地質，且是臺灣北部唯一的海鳥繁殖地。保護區周圍海域也是重要經濟魚種的產卵及育幼處，因此內政部計畫將擴大兩島嶼和彭佳嶼的管制範圍，甚至是成立國家公園。

## 保護區範圍
保護區合計陸域面積16.38公頃、海域210公頃，總計226.38公頃。包括棉花嶼陸域13.3公頃，由陸域低潮線向外延伸五百公尺的海域面積188公頃，總計達201.3公頃。花瓶嶼陸域面積為3.08公頃，低潮線向外延伸二百公尺的海域面積22公頃，總計25.08公頃。